# 슈퍼두퍼

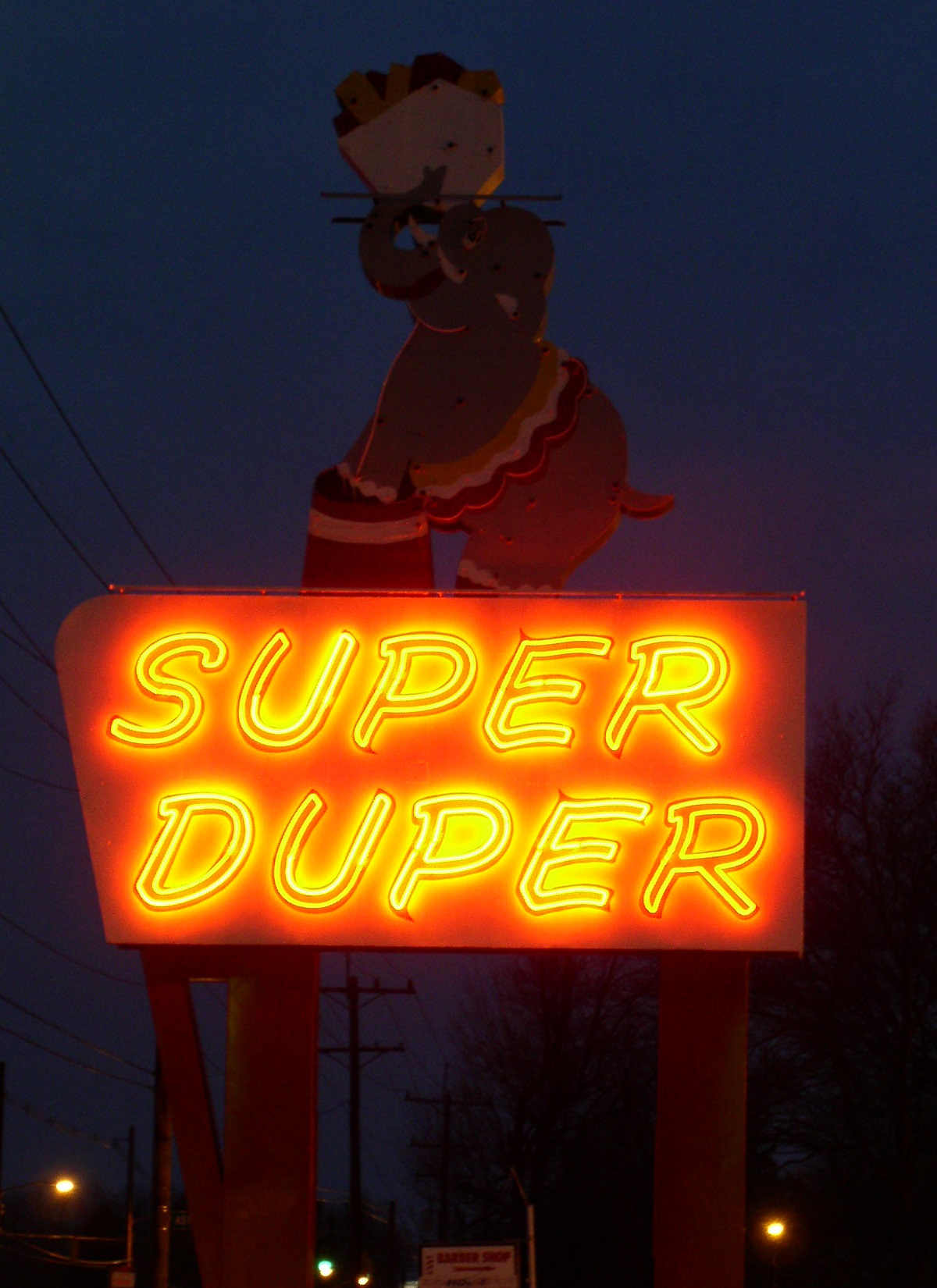
오하이오주 콜럼버스의 S. 제임스로드 923에 위치한 상징적인 슈퍼두퍼 네온사인

슈퍼두퍼(영어: Super Duper)는 한때 펜실베이니아주 북동부, 뉴욕주, 버몬트주, 오하이오주에 널리 퍼져 있던 슈퍼마켓 체인이었다. "S.M. Flickinger Co."의 성공과 성장에 중요한 역할을 했던 소유주 버트 프렌티스 플리킨저 주니어(Burt Prentice Flickinger Jr.)가 1997년에 사망하면서 회사는 천천히 쇠퇴하기 시작했고 마지막 매장은 2010년 3월에 사라졌다. 플리킨저의 아들 버트 3세(Burt III)는 식료품 업계에서 컨설턴트로 일하고 있다.